# Silene grisea
Silene grisea är en nejlikväxtart som beskrevs av Pierre Edmond Boissier. Silene grisea ingår i släktet glimmar, och familjen nejlikväxter. Inga underarter finns listade i Catalogue of Life.